# Das Heim und die Welt (Film)
Das Heim und die Welt (bengalisch ঘরে বাইরে Ghare Bāire; übersetzt: Zuhause und Draußen) ist ein indischer Spielfilm von Satyajit Ray aus dem Jahr 1984. Der Film entstand nach dem gleichnamigen Roman von Rabindranath Thakur.

## Handlung
Im Jahre 1905 hat der britische Generalgouverneur Lord Curzon die Teilung Bengalens in einen hinduistischen und einen moslemischen Teil verfügt. Einige Teile der Bevölkerung starten deshalb die nationalistische Kampagne "Swadeshi" und rufen zum Boykott im Ausland produzierter Waren auf. Es gibt symbolische, öffentliche Verbrennungen von Textilien, hauptsächlich britischer Herkunft.
Bimala ist die Frau des Landbesitzer Nikhil, der eine westliche Erziehung genossen und eine liberale Einstellung hat. Sie lebt in ihren Räumen im Innern des Hauses (Anm.: diese Lebensweise arabisch-persischen Ursprungs heißt Parda) und hat nie das Bedürfnis verspürt, die Außenwelt kennenzulernen. Nikhil ist der einzige Mann, zu dem sie je Kontakt hatte.
Nikhil möchte, dass sie die Parda verlässt und auch anderen Männern außer ihm begegnet, da er nur so wissen könne, dass sie ihn wirklich liebt und anderen Männern vorzieht. Zur Vorbereitung erhält sie englischsprachigen Unterricht von einer Hauslehrerin und lernt die üblichen Umgangsformen.
Bimala macht ihre ersten vorsichtigen Schritte nach draußen. Nikhil stellt ihr seinen Freund Sandip vor, einen Führer der Swadeshi-Bewegung, der fortan als Gast mit im Hause wohnt. Der eloquente Sandip beeindruckt Bimala, da er in seiner Art und Weise völlig anders ist als der ruhige und vernunftausstrahlende Nikhil. Sandip leiht sich wiederholt Geld von Nikhil, um neben seinen politischen Aktivitäten seinen gehobenen Lebensstil aufrechterhalten zu können.
Nach kurzer Zeit bemerkt Nikhil, dass Bimala in Sandip verliebt ist. Er greift jedoch auch dann nicht ein als Bimala heimlich Geld nimmt, um Sandip zu unterstützen, da er weiß, die Gefühle seiner Frau nicht beeinflussen zu können.
Bimala erkennt erst spät, dass der Warenboykott der Swadeshi-Bewegung hauptsächlich die Händler, überwiegend in Armut lebende Moslems, trifft und Sandips Propaganda damit nur zur weiteren Spaltung der bengalischen Bevölkerung beiträgt.

## Hintergrund
Der dem Film zugrundeliegende Roman entstand nach Rabindranath Thakurs eigenen Erfahrungen und Einsichten als Swadeshi-Führer. Während jener Zeit schrieb er viele Lieder zu diesem Thema, eines davon singt Soumitra Chatterjee im Film.
Das zentrale Thema des Films ist die langsame Wandlung Bimalas von einer zurückgezogen lebenden Parda-Frau zu einem modernen selbstbewusst handelnden Menschen. Darin gleicht Das Heim und die Welt Rays Film Charulata (1964), doch anders als bei Charulata, der viel mit symbolischer Bildsprache arbeitete, stehen bei diesem Film Dialoge im Vordergrund.
Das Heim und die Welt wurde 1984 auf dem Filmfestival in Cannes und am 4. Januar 1985 in den indischen Kinos veröffentlicht.

## Kritiken
„Eine Romanverfilmung klassischen Zuschnitts, die eine vielschichtige Reflexion bietet über Für und Wider einer liberalen, aber gewaltfreien Opposition und einer gewalttätigen nationalistischen Revolution sowie über die Stellung einer emanzipierten Inderin zwischen diesen Polen.“

## Auszeichnung
- National Film Awards 1984
  - Bester Film in Bengali
  - Bestes Kostümdesign